# Scopula sentinaria
Scopula sentinaria is een vlinder uit de familie spanners (Geometridae). De wetenschappelijke naam is voor het eerst geldig gepubliceerd in 1837 door Geyer.
De soort komt voor in Europa.